# Blocus de Tripoli
Guerre de Tripoli
Batailles
- Tripoli (1er)
- Port de Tripoli (1er)
- Tripoli (2e)
- Port de Tripoli (2e)
- Derna

Le blocus de Tripoli est une série d'actions navales ayant eu lieu au cours du blocus de la ville de Tripoli entre juillet et septembre 1804, dans le cadre de la première guerre barbaresque entre les États-Unis et la régence de Tripoli.

## Contexte
Depuis 1803, le commandement de la flotte américaine en Méditerranée (le Mediterranean Squadron) est assuré par le commodore Edward Preble. En octobre de la même année, Preble reprend le blocus du port de Tripoli. La première opération significative de ce blocus survient le 31 octobre lorsque la frégate Philadelphia s'échoue sur un récif qui n'est pas indiqué sur les cartes maritimes. La marine tripolitaine en profite pour capturer le navire ainsi que la totalité de son équipage dont le capitaine William Bainbridge. La Philadelphia est alors utilisée contre les navires américains en tant que batterie ancrée dans le port de Tripoli.
Dans la nuit du 16 février 1804, un petit contingent de Marines parvient à détruire la Philadephia pour empêcher l'ennemi de l'utiliser à nouveau.

## Combats
Preble attaque Tripoli entre juillet et septembre, au cours de batailles qui se soldèrent par de maigres voire nuls résultats. Le 4 septembre 1804, l’Intrepid commandé par Richard Somers lança une attaque. Le navire devait entrer dans le port de Tripoli et détruire la flotte ennemie en explosant, s'étant préalablement fait remplir d'explosifs. L'attaque fut lancée au soir mais se solda par la mort de 13 marins, le navire ayant été détruit avant d'atteindre son objectif. La cause de l'explosion reste toutefois indéterminée et il n'est pas certain qu'elle soit due aux batteries côtières ennemies,.

## Participants notables
De nombreux officiers de l'United States Navy qui sont célèbres ou le deviendront ont participé au blocus, dont Stephen Decatur, William Bainbridge, Charles Stewart, Isaac Hull, David Porter, Reuben James ou encore Edward Preble.